# Lignin

Dominerande strukturkomponenter (bestående av olika fenylpropanenheter) i lignin.

Lignin är ett samlingsnamn på en serie av polymera aromatiska föreningar som ingår i växters cellväggar. Lignin är ett av de mest allmänt förekommande organiska föreningarna i naturen och ingår i gruppen polycykliska biopolymerer.

## Egenskaper
Lignin bidrar till att ge trä dess mekaniska styrka. Till skillnad från cellulosa som är en lång, ogrenad polymer som bildar kristallstrukturer är ligninet amorft och kraftigt förgrenat. Möjligen kan en ligninmolekyl räcka ända från ett träds rötter till dess topp. Lignin bildar kovalenta bindningar till vedens polysackarider och kan tvärbinda dessa. Man kan likna trä vid ett kompositmaterial, där cellulosan fungerar som förstärkande fibrer, och ligninet är en flexibel hoplimmande plast. Lignifiering är själva processen där enheter av lignin infiltrerar utrymmet mellan cellulosamikrofibrillerna och korslänkas.
Lignin byggs upp av tre monomerer, p-kumarylalkohol, koniferylalkohol och sinapylalkohol. Tvåhjärtbladiga växter har i allmänhet lignin som består av de två sistnämnda monomererna (i regel mest av den sistnämnda). Enhjärtbladiga växters lignin innehåller alla tre monomererna, men oftast mest av koniferylalkohol. Nakenfröiga växters lignin (med möjligt undantag av gnetumväxter) består nästan helt och hållet av koniferylalkohol. Kärlkryptogamernas lignin är föga utforskat, men verkar påminna om de enhjärtbladiga växternas. Monomererna i lignin är sammanbunda av olika typer av eter- och kol-kolbindningar, som är slumpmässigt fördelade. Lignin bildar också talrika kovalenta bindningar (etrar och estrar) till polysackarider – i synnerhet till hemicellulosa.
Det mest anmärkningsvärda med ligninet är att polymeren är optiskt inaktiv, trots att den innehåller flera kirala centrum. Förklaringen till dessa ovanliga egenskaper är att den bildas genom en okatalyserad polymerisering av resonansstabiliserade radikaler.

## I massa- och pappersindustrin
Ligninet har en negativ inverkan på papprets kvalitet. Vid kemisk massatillverkning måste ligninet lösas ut genom kokning med sulfid enligt sulfatprocessen eller sulfit. Blekning oxiderar bort de sista resterna av lignin. I sulfitprocessen erhålls ett kemiskt modifierat lignin, lignosulfonat, som är en värdefull biprodukt. Lignosulfonater används bland annat som dispergeringsmedel vid oljeborrning och i betong. Lignosulfonater är vattenlösliga vid alla pH.
Sulfatlignin utvinnas ur svartluten i sulfatprocessen. Det är bara lösligt vid starkt alkaliska pH. Stora Enso:s Sunila massafabrik i Kotka i Finland är världens största producent av avskilt lignin i enligt sulfatprocessen, och använder sig av en process som utvecklats av Chalmers tekniska högskola i Göteborg tillsammans med företaget  Innventia.
Lignin kan användas som energikälla (förbränning) vid värmeproduktion eftersom materialet i förhållande till olja är mycket billigt och har ett högt energivärde. 
Vid tillverkning av mekanisk pappersmassa löses ligninet ej ut, vilket ger ett högt utbyte av vedråvaran. Sådant papper har sämre kvalitet och används bland annat till dagstidningar. Pappret gulnar i solen på grund av ligninets känslighet för ultraviolett strålning.

## Lignin i bränslepellets
Vid tillverkning av bränslepellets utnyttjar man ligninets bindande egenskaper. Sågspån pressas ihop under extremt högt tryck, varpå ligninet håller ihop spånen till stavformade pellets. Det gäller att använda rätt tryck, rätt temperatur och rätt fuktighet till en viss råvara för att få ligninet att hålla ihop spånen från tillverkning genom hanteringen ända fram till brännaren. Vid brister i tillverkningen förmår inte ligninet att hålla ihop spånen och man riskerar problem i bränslematning eller förbränning.